# بيدرو ريكينا
بيدرو ريكينا (بالإسبانية: Pedro Paulo Requena)‏ هو لاعب كرة قدم ومدرب كرة قدم بيروفي في مركز الدفاع، ولد في 24 يناير 1991 في ليما في بيرو. شارك مع منتخب بيرو لكرة القدم. أما مع النوادي، فقد لعب مع سيزار فاليجو ‏.

## وصلات خارجية
- بيدرو ريكينا على موقع قاعدة بيانات كرة القدم.إي يو (الإنجليزية)
- بيدرو ريكينا على موقع ناشيونال فوتبول تيمز (الإنجليزية)
- بيدرو ريكينا على موقع Soccerway.com (الإنجليزية)
- بيدرو ريكينا على موقع AS.com (الإسبانية)